# Leucobryum fouta-djalloni
Leucobryum fouta-djalloni là một loài rêu trong họ Dicranaceae. Loài này được Paris & Cardot mô tả khoa học đầu tiên năm 1902.